# Alfred Naujocks
 Ikke at forveksle med August Naujock.
Alfred Helmut Naujocks (20. september 1911 i Kiel – 4. april 1966 i Hamburg; alias Hans Müller, alias Alfred Bonsen, Rudolf Möbert) var en tysk nationalsocialist. Han blev kendt som „Manden der udløste den anden verdenskrig”. Om aftenen den 31. august 1939 trængte SS Sturmbannführer Alfred Naujocks og fem andre SS-folk ind i Gleiwitz-senderen. Alle var klædt i civil og gav sig ud for polske frihedskæmpere. Det blev påskud for Tysklands angreb på Polen den 1. september 1939.
Gruppeleder af terrorgruppen “Petergruppen” fra januar 1944 til maj 1944.